# لودوفيك مارتن
لودوفيك مارتن (بالفرنسية: Ludovic Martin)‏ ولد بتاريخ 17 مارس 1976، هو دراج فرنسي سابق في صنف سباق الدراجات على الطريق.

## روابط خارجية
- لودوفيك مارتن على موقع الاتحاد الدولي للدراجات (الإنجليزية)
- لودوفيك مارتن على موقع أرشيف الدراجات (الإنجليزية)
- لودوفيك مارتن على موقع إحصائيات الدراجات الإحترافية (الإنجليزية)
- لودوفيك مارتن على موقع نسبة الدراجات (الإنجليزية)